# Undadiplosis tomentosa
Undadiplosis tomentosa är en tvåvingeart som beskrevs av Fedotova och Vasily S. Sidorenko 2004. Undadiplosis tomentosa ingår i släktet Undadiplosis och familjen gallmyggor. Inga underarter finns listade i Catalogue of Life.